# Birdo
Birdo és un personatge de videojocs creat per Nintendo. El seu aspecte és semblant al d'un dinosaure, té la pell de color rosa i una trompa molt curta. La seva primera aparició va ser al joc Super Mario Bros. 2 de la consola NES de Nintendo, l'any 1988. En aquest joc, Birdo llença ous per la seva trompa contra en Mario.